# Хлильхигый
Хлильхигый (устар. Тльтль-Игый) — река в России, протекает по Сургутскому району Ханты-Мансийского АО. Устье реки находится в 141 км от устья реки Малый Юган по левому берегу. Длина реки составляет 30 км.

## Данные водного реестра
По данным государственного водного реестра России относится к Верхнеобскому бассейновому округу, водохозяйственный участок реки — Обь от города Нефтеюганск до впадения реки Иртыш, речной подбассейн реки — Обь ниже Ваха до впадения Иртыша. Речной бассейн реки — (Верхняя) Обь до впадения Иртыша.
Код объекта в государственном водном реестре — 13011100212115200048908.

### Притоки
(указано расстояние от устья)
- 2 км: Ай-Хлильхигый